# Gertrude Astor
Gertrude Astor (Lakewood (Ohio), 9 de novembre de 1887 – Woodland Hills (Los Angeles), 9 de novembre de 1977) va ser una actriu cinema mut que en arribar el cinema sonor va continuar actuant però fent papers molt menors. Entre les seves pel·lícules mudes destaquen “Stage Struck” (1925) amb Gloria Swanson, "Kiki" (1926) amb Norma Talmadge, “The Strong Man” (1926) o “The Cat and the Canary” (1927).

## Biografia
Gertrude Irene Eyster (Gertrude Astor) va néixer a Lakewood en el sí d'una família de classe treballadora d'origen germànic. Va iniciar la seva carrera com a actriu en el mon del teatre als 13 anys. En algun moment es va unir a una orquestra que anava de gira pels Estats Units tocant el trombó. El 1914, a Nova York, va deixar la banda en obtenir feina en el món del cinema com a extra. L'any següent va firmar contracte amb la Universal Film Manufacturing Company per actuar en pel·lícules distribuïdes per aquesta companyia, primer com a extra, després amb papers cada vegada més importants. Entre les pel·lícules d'aquesta època poden destacar les dirigides per Tod Browning “The Brazen Beauty” (1918) i “The Wicked Darling” (1919) 
A principis del 1920 va deixar la Universal per actuar en pel·lícules de múltiples productores. Astor era una dona bastant alta per a la seva època i se la va encasellar en papers de dona refinada, d'atrapa-marits o de ”vamp”, tot i que també va fer molts papers còmics. Entre les pel·lícules d'aquesta etapa destaquen "Kiki" (1926) amb Norma Talmadge o “The Cat and the Canary” (1927).Malgrat que mai va arribar a tenir una popularitat tan gran com altres actrius, va ser una figura molt respectada per la indústria de Hollywood i va ser considerada de manera regular com una de les actrius més ben vestides.
Poc abans de l'arribada del sonor, Astor va començar a treballar en múltiples curtmetratges per a la Columbia Pictures o pel·lícules còmiques. Va treballar als estudis de Hal Roach amb figures com Laurel i Hardy (per exemple a “Come Clean” (1931)), Our Gang (a “Washee Ironee” (1934)) o sobretot Charley Chase (per exemple a “The Familly Group” (1928) o “In Walked Charley” (1932)). A partir dels anys quaranta va continuar actuant en llargmetratges però en papers molt menors o sovint d'extra. Va treballar en pel·lícules com "Que verda era la meva vall" (1941), "Monsieur Verdoux" (1947), "Centaures del desert" (1956) o "Somriures i llàgrimes" (1965). El 1968, als 81 anys, una lesió a l'esquena la va obligar a retirar-se. Va morir d'un ictus, el dia que feia 90 anys, en el “Motion Picture Country Home and Hospital” de Woodland Hills.

## Filmografia

### Inicis a la Universal (1915-1919)
Astor inicia la seva carrera actuant, primer com a extra i després com a actriu amb rols importants, per a productores que distribuïen a través de la Universal Film Manufacturing Company (Victor Film Company, Nestor Film Company i la propia Universal)
- Under Two Flags (1915)
- The Janitor's Vacation (1916)
- The Shadows of Suspicion (1916)
- Bombs and Banknotes (1917)
- The Devil's Pay Day (1917)
- Some Specimens (1917)
- The Scarlet Crystal (1917)
- Polly Redhead (1917)
- A Startling Climax (1917)
- Follow the Tracks (1917)
- A Darling in Buckskin (1917)
- By Speshul Delivery (1917)
- Heart of Gold (1917)
- The Little Orphan (1917)
- The Gray Ghost (1917)
- The Rescue (1917)
- Cheyenne's Pal (1917)
- The Golden Heart (1917)
- The Girl Who Won Out (1917)
- Bondage (1917)
- The Price of a Good Time (1917)
- The Lash of Power (1917)
- Bucking Broadway (1917)
- The Guy and the Geyser (1918)
- Vamping the Vamp (1918)
- The Great Sea Scandal (1918)
- The Girl Who Wouldn't Quit (1918)
- Pink Pajamas (1918)
- The Lion's Claws (1918)
- Mum's the Word (1918)
- After the War (1918)
- Shot in the Dumbwaiter (1918)
- The Brazen Beauty (1918)
- Maid Wanted (1918)
- Tapering Fingers (1919)
- The Wicked Darling (1919)
- Mixed Tales (1919)
- Lay Off! (1919)
- The Wife Breakers (1919)
- What Am I Bid? (1919)
- Destiny (1919)
- Pretty Smooth (1919)
- Missing Husband (1919)
- Loot (1919)
- The Trembling Hour (1919)
- The Lion Man (1919)

### Actriu free-lance
A principis de 1920 abandona la Columbia i treballa per a múltiples productores de Hollywood
- Burning Daylight (1920)
- Occasionally Yours (1920)
- The Branding Iron (1920)
- The Concert (1921)
- Through the Back Door (1921)
- Who Am I? (1921)
- Her Mad Bargain (1921)
- Lucky Carson (1921)
- The Wall Flower (1922)
- Seeing's Believing (1922)
- Beyond the Rocks (1922)
- Hurricane's Gal (1922)
- Skin Deep (1922)
- The Kentucky Derby (1922)
- Lorna Doone (1922)
- The Impossible Mrs. Bellew (1922)
- You Never Know (1922)
- The Ninety and Nine (1922)
- Hollywood (1923)
- Alice Adams (1923)
- Rupert of Hentzau (1923)
- The Six-Fifty (1923)
- Flaming Youth (1923)
- The Wanters (1923)
- The Ne'er-Do-Well (1923)
- Secrets (1924)
- Broadway or Bust (1924)
- Daring Love (1924)
- Fight and Win (1924)
- The Torrent (1924)
- All's Swell on the Ocean (1924)
- The Silent Watcher (1924)
- The Ridin' Kid from Powder River (1924)
- Robes of Sin (1924)
- Easy Money (1925)
- The Reckless Sex (1925)
- Folly of Youth (1925)
- The Charmer (1925)
- The Verdict (1925)
- Pursued (1925)
- Kentucky Pride (1925)
- The Wife Who Wasn't Wanted (1925)
- Satan in Sables (1925)
- Borrowed Finery (1925)
- Stage Struck (1925)
- Laughing Ladies (1925)
- Ship of Souls (1925)
- Behind the Front (1926)
- Dizzy Daddies (1926)
- Wife Tamers (1926)
- Kiki (1926)
- The Boy Friend (1926)
- Don Juan's Three Nights (1926)
- El forçut (1926)
- Dame Chance (1926)
- The Old Soak (1926)
- The Country Beyond (1926)
- Tell 'Em Nothing (1926)
- Sin Cargo (1926)
- The Cheerful Fraud (1926)
- Lightning Lariats (1927)
- The Taxi Dancer (1927)
- The Cat and the Canary (1927)
- Shanghaied (1927)
- Pretty Clothes (1927)
- The Irresistible Lover (1927)
- Uncle Tom's Cabin (1927)
- The Small Bachelor (1927)
- Ginsberg the Great (1927)
- Oh, What a Man! (1927)

### Època de comèdia i curtmetratges (1928-1934)
De mica en mica els seus papers són menors i amb l'arribada del sonor realitza múltiples curtmetratges i pel·lícules còmiques.
- The Cohens and the Kellys in Paris (1928)
- Rose-Marie (1928)
- The Family Group (1928)
- Five and Ten Cent Annie (1928)
- Hit of the Show (1928)
- The Butter and Egg Man (1928)
- Stocks and Blondes (1928)
- The Naughty Duchess (1928)
- A Woman of Affairs (1928)
- Chasing Husbands (1928)
- Synthetic Sin (1929)
- The Fatal Warning (1929)
- Two Weeks Off (1929)
- The Fall of Eve (1929)
- Twin Beds (1929)
- Frozen Justice (1929)
- Untamed (1929)
- Be Yourself! (1930)
- Dames Ahoy (1930)
- Live and Learn (1930)
- The Boss's Orders (1930)
- The Doctor's Wife (1930)
- Over the Radio (1930)
- Finger Prints (1931)
- Twisted Tales (1931)
- Hell Bound (1931)
- Poker Widows (1931)
- Come Clean (1931)
- Wedding Belles (1931)
- In Walked Charley (1932)
- They Never Come Back (1932)
- While Paris Sleeps (1932)
- High Hats and Low Brows (1932)
- The Western Limited (1932)
- Flaming Gold (1932)
- Hesitating Love (1932)
- Frisco Jenny (1932)
- Wine, Women and Song (1933)
- The Plumber and the Lady (1933)
- I Have Lived]' (1933)
- Ship of Wanted Men (1933)
- Crook's Tour (1933)
- Carnival Lady (1933)
- Guilty Parents (1934)
- I'll Take Vanilla (1934)
- Now I'll Tell (1934)
- Washee Ironee (1934)
- Tailspin Tommy (1934)
- The Chases of Pimple Street (1934)
- The Mighty Barnum (1934)
- Sweet Adeline (1934)

### Papers menors o d'extra (1935-1965)
A partir de 1935 tots els seus papers són molt menors i simplement treballa d'extra
- Northern Frontier (1935)
- Okay Toots! (1935)
- The Drunkard (1935)
- Four Hours to Kill!]' (1935)
- Border Brigands (1935)
- No More Ladies (1935)
- Honeymoon Limited (1935)
- Dante's Inferno (1935)
- Broadway Melody of 1936 (1935)
- Here Comes the Band (1935)
- Cappy Ricks Returns] (1935)
- It's in the Air (1935)
- Bad Boy (1935)
- Manhattan Monkey Business (1935)
- I Don't Remember (1935)
- The Mysterious Avenger (1936)
- The Milky Way (1936)
- Great Ziegfeld (1936)
- San Francisco (1936)
- His Brother's Wife (1936)
- Postal Inspector (1936)
- Straight from the Shoulder (1936)
- Magnificent Brute (1936)
- Our Relations (1936)
- Un gran tipus (Great Guy) (1936)
- Empty Saddles (1936)
- Rich Relations (1937)
- Easy Living (1937)
- Souls at Sea (1937)
- The Man Who Cried Wolf (1937)
- All Over Town (1937)
- Wells Fargo (1937)
- The Big Broadcast of 1938 (1938)
- Tassels in the Air (1938)
- The Women (1939)
- Dust Be My Destiny (1939)
- $1000 a Touchdown (1939)
- The Llano Kid (1939)
- The Doctor Takes a Wife (1940)
- Misbehaving Husbands (1940)
- Hold Back the Dawn (1941)
- Que verda era la meva vall (1941)
- Lady for a Night (1942)
- Frisco Lil (1942)
- Sleepytime Gal (1942)
- Reap the Wild Wind (1942)
- Rings on Her Fingers (1942)
- Moontide (1942)
- Rough on Rents (1942)
- Red River Robin Hood (1942)
- Lost Canyon (1942)
- Idaho (1943)
- The Avenging Rider (1943)
- Petticoat Larceny (1943)
- The Kansan (1943)
- Weird Woman (1944)
- The Climax (1944)
- Lights of Old Santa Fe (1944)
- California (1944)
- Guest Wife (1945)
- Swingin' on a Rainbow (1945)
- Girls of the Big House (1945)
- Allotment Wives (1945)
- Man Alive (1945)
- An Angel Comes to Brooklyn (1945)
- Dick Tracy (1945)
- Dragonwyck (1946)
- Crack-Up (1946)
- Sister Kenny (1946)
- Monsieur Verdoux (1947)
- Calcutta (1947)
- Fun on a Week-End (1947)
- Sitting Pretty (1948)
- Here Comes Trouble (1948)
- Jinx Money (1948)
- Music Man (1948)
- Joe Palooka in Winner Take All (1948)
- My Dear Secretary (1948)
- Three Godfathers (1948)
- Impact (1949)
- The Beautiful Blonde from Bashful Bend (1949)
- Jolson Sings Again (1949)
- Down Dakota Way (1949)
- Mary Ryan, Detective (1949)
- The Story of Seabiscuit (1949)
- The File on Thelma Jordon (1950)
- Montana (1950)
- Woman in Hiding (1950)
- Father Makes Good (1950)
- Sunset Boulevard (1950)
- Tot sobre Eva (1950)
- Again... Pioneers (1950)
- The Redhead and the Cowboy (1951)
- Apache Drums (1951)
- A Place in the Sun (1951)
- Chain of Circumstance (1951)
- Thunder on the Hill (1951)
- Havana Rose (1951)
- Disc Jockey (1951)
- The Barefoot Mailman (1951)
- Crazy Over Horses (1951)
- When Worlds Collide (1951)
- Elopement (1951)
- Scandal Sheet (1952)
- Jet Job (1952)
- Paula (1952)
- The Rose Bowl Story (1952)
- Cara d'àngel (1952)
- Scared Stiff (1953)
- Loose in London (1953)
- Roar of the Crowd (1953)
- Daddy Long Legs (1955)
- Centaures del desert” (1956)
- La volta al món en vuitanta dies” (1956)
- El sergent negre” (1960)
- Dos cavalquen junts” (1961)
- L'home que va matar Liberty Balance” (1962)
- Somriures i llàgrimes (1965)